# Critérium des As
Critérium des As var ett årligt endags cykellopp, kriterium, som avhölls som avslutning av säsongen från 1921 till 1990, vanligtvis i närheten av Paris (fram till och med 1966 på Longchamps hippodrom), men vissa senare upplagor kördes i Schweiz eller Nederländerna. Det var en ren inbjudningstävling och kännetecknades av användandet av farthållare (som tandemcyklar eller motorcyklar, från 1947 specialbyggda så kallade dernys) bakom vilka cyklisten kunde slipstreama.

## Podieplaceringar
| År   | Plats                      | Vinnare                 | Tvåa                   | Trea                |
| 1921 | Longchamp                  | Philippe Thys           | René Vermandel         | Henri Pélissier     |
| 1922 | Longchamp                  | René Vermandel          | Jean Alavoine          | Romain Bellenger    |
| 1923 | Longchamp                  | Jules Van Hevel         | Romain Bellenger       | Maurice Brocco      |
| 1924 | Longchamp                  | Jules Van Hevel         | Heiri Suter            | Henri Pélissier     |
| 1925 | Longchamp                  | Achille Souchard        | Hector Martin          | Romain Bellenger    |
| 1926 | Longchamp                  | Francis Pélissier       | Gabriel Marcillac      | Charles Lacquehay   |
| 1927 | Longchamp                  | Gabriel Marcillac       | Francis Pélissier      | Hector Martin       |
| 1928 | Longchamp                  | Charles Lacquehay       | Gérard Debaets         | Lucien Choury       |
| 1929 | Longchamp                  | Georges Wambst          | Armand Blanchonnet     | Charles Lacquehay   |
| 1930 | Longchamp                  | Camille Foucaux         | Henri Lemoine          | André Mouton        |
| 1931 | Longchamp                  | Jean Maréchal           | Henri Lemoine          | Georges Wambst      |
| 1932 | Longchamp                  | Ernest Terreau          | Georges Wambst         | Jean Maréchal       |
| 1933 | Longchamp                  | Charles Pélissier       | Romain Gijssels        | Ernest Terreau      |
| 1934 | Longchamp                  | André Leducq            | Charles Pélissier      | Julien Moineau      |
| 1935 | Longchamp                  | Ernest Terreau          | Edgard De Caluwé       | Romain Gijssels     |
| 1936 | Longchamp                  | Ernest Terreau          | René Debenne           | Maurice Richard     |
| 1937 | Longchamp                  | Georges Paillard        | Paul Chocque           | Victor Cosson       |
| 1938 | Longchamp                  | Gerrit Schulte          | René Debenne           | Cesare Moretti Jr.  |
| 1943 | Longchamp                  | Raoul Lesueur           | Joseph Somers          | Maurice Clautier    |
| 1947 | Longchamp                  | Émile Carrara           | Émile Idée             | Lucien Teisseire    |
| 1948 | Longchamp                  | Rik Van Steenbergen     | Apo Lazaridès          | Louis Caput         |
| 1949 | Longchamp                  | Louison Bobet           | Fausto Coppi           | Wim van Est         |
| 1950 | Longchamp                  | Louison Bobet           | Stan Ockers            | Robert Varnajo      |
| 1951 | Longchamp                  | Hugo Koblet             | Rik Van Steenbergen    | Louison Bobet       |
| 1952 | Longchamp                  | Rik Van Steenbergen     | Louison Bobet          | André Darrigade     |
| 1953 | Longchamp                  | Louison Bobet           | Stan Ockers            | Ferdi Kübler        |
| 1954 | Longchamp                  | Louison Bobet           | Jacques Anquetil       | Hugo Koblet         |
| 1955 | Longchamp                  | Rik Van Steenbergen     | Miguel Poblet          | Stan Ockers         |
| 1956 | Longchamp                  | Bernard Gauthier        | Rik Van Steenbergen    | Roger Rivière       |
| 1957 | Longchamp                  | Rik Van Steenbergen     | André Darrigade        | Louison Bobet       |
| 1958 | Longchamp                  | Rik Van Steenbergen     | André Darrigade        | Raphaël Géminiani   |
| 1959 | Longchamp                  | Jacques Anquetil        | Noël Foré              | Jean Bobet          |
| 1960 | Longchamp                  | Jacques Anquetil        | André Darrigade        | Rik Van Looy        |
| 1961 | Longchamp                  | Rik Van Looy            | Rik Van Steenbergen    | André Darrigade     |
| 1962 | Longchamp                  | Rudi Altig              | Jean Stablinski        | Tom Simpson         |
| 1963 | Longchamp                  | Jacques Anquetil        | Tom Simpson            | Rik Van Looy        |
| 1964 | Longchamp                  | Peter Post              | Edward Sels            | Jacques Anquetil    |
| 1965 | Longchamp                  | Jacques Anquetil        | Jan Janssen            | Rudi Altig          |
| 1966 | Longchamp                  | Gerben Karstens         | Felice Gimondi         | Raymond Poulidor    |
| 1967 | Lac Daumesnil              | Eddy Merckx             | Jacques Anquetil       | Felice Gimondi      |
| 1968 | Le Havre                   | Felice Gimondi          | Raymond Poulidor       | Ole Ritter          |
| 1969 | Le Havre                   | Walter Godefroot        | Raymond Delisle        | Julien Stevens      |
| 1970 | Lac Daumesnil              | Eddy Merckx             | Herman Van Springel    | Lucien Aimar        |
| 1972 | Felletin                   | Raymond Poulidor        | Bernard Thévenet       | Walter Godefroot    |
| 1973 | Tilburg (Nederländerna)    | Gerben Karstens         | Felice Gimondi         | Eddy Merckx         |
| 1974 | Nogaro                     | Eddy Merckx             | Freddy Maertens        | Gerben Karstens     |
| 1975 | Belfort                    | Roger De Vlaeminck      | Herman Van Springel    | Freddy Maertens     |
| 1976 | Valkenburg (Nederländerna) | Freddy Maertens         | Eddy Merckx            | Gerben Karstens     |
| 1977 | Châteaulin                 | Francesco Moser         | Herman Van Springel    | Ronald De Witte     |
| 1978 | Orchies                    | Michel Laurent          | Jan Raas               | Herman Van Springel |
| 1979 | La Défense                 | Joop Zoetemelk          | Daniel Willems         | Bernard Hinault     |
| 1980 | La Défense                 | Joop Zoetemelk          | Herman Van Springel    | Patrick Hosotte     |
| 1981 | La Défense                 | Daniel Willems          | Herman Van Springel    | Stephen Roche       |
| 1982 | La Défense                 | Bernard Hinault         | Sean Kelly             | Alain Bondue        |
| 1983 | Genève (Schweiz)           | Greg LeMond             | Pascal Poisson         | Sean Kelly          |
| 1984 | Montreuil-sous-Bois        | Sean Kelly              | Jean-Luc Vandenbroucke | Claude Criquielion  |
| 1985 | Montreuil-sous-Bois        | Sean Kelly              | Eric Vanderaerden      | Claude Criquielion  |
| 1986 | Montreuil-sous-Bois        | Sean Kelly              | Adrie van der Poel     | Acácio da Silva     |
| 1987 | Montreuil-sous-Bois        | Charly Mottet           | Eric Vanderaerden      | Sean Kelly          |
| 1988 | Montreuil-sous-Bois        | Claude Criquielion      | Sean Kelly             | Pascal Poisson      |
| 1989 | Port Leucate               | Laurent Fignon          | Sean Kelly             | Éric Caritoux       |
| 1990 | Lac Daumesnil              | Gilbert Duclos-Lassalle | Charly Mottet          | Laurent Fignon      |